# Kukri

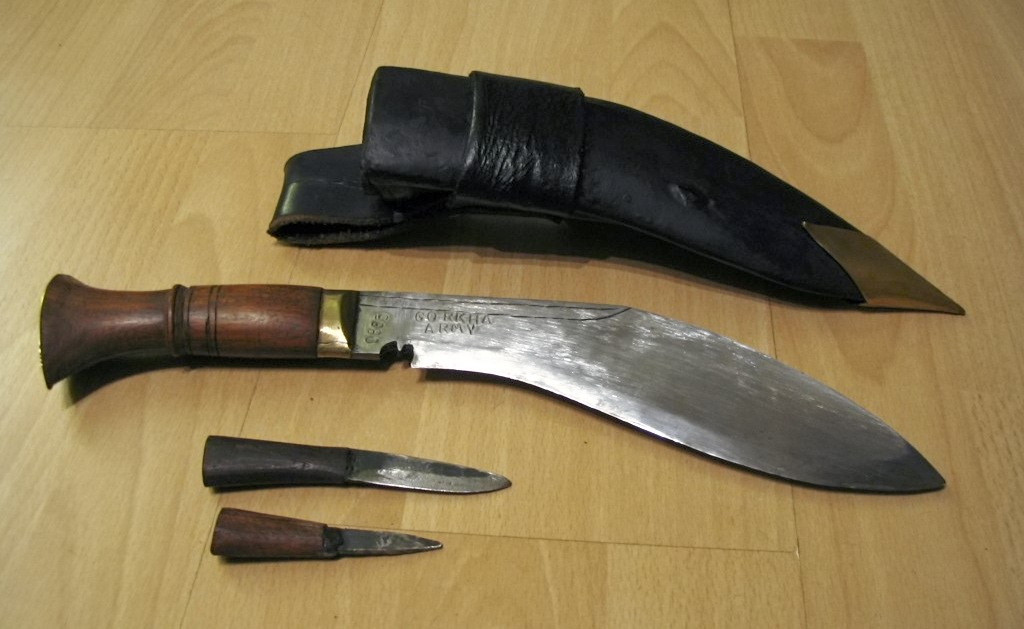
Kukri s pouzdrem (dřevo obalené buvolí kůží), Kardou a Chakmakem

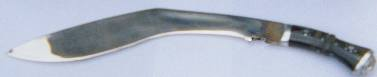

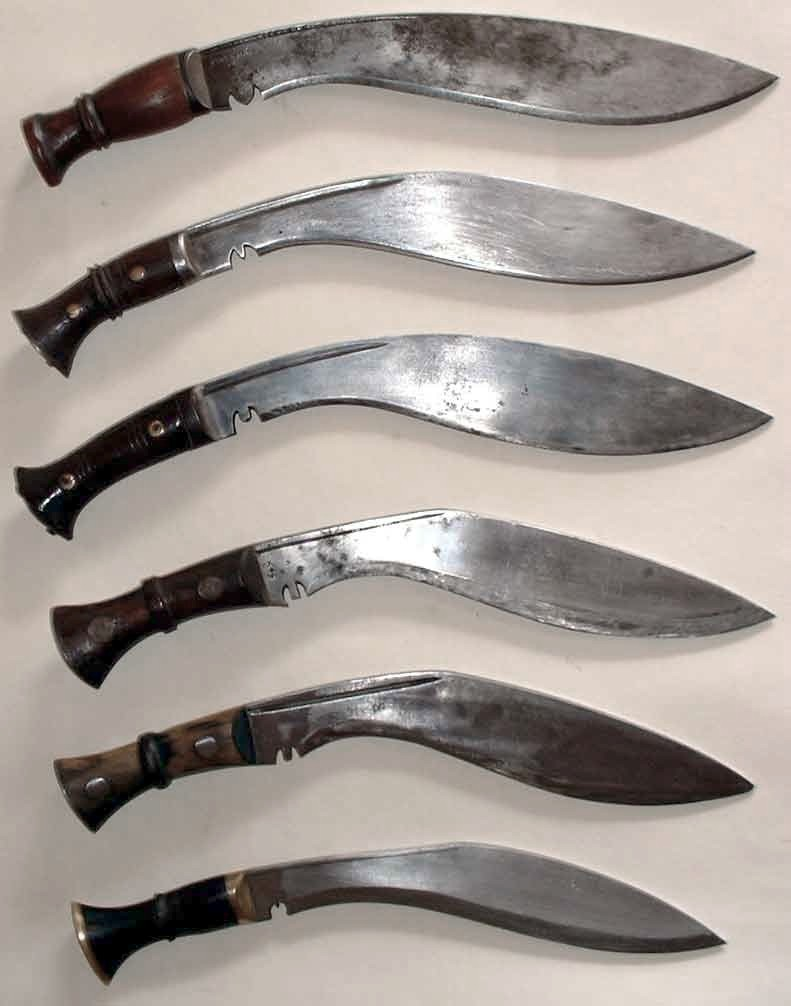
Kukri 20. století

Kukri (Khukri, Khukuri) je tradiční a legendární zbraň nepálských Gurkhů, která byla používána obyvateli Himálají několik století až dodnes. Díky své velikosti to není ani nůž, ani mačeta či meč.
Je obávaná hlavně díky své schopnosti čisté dekapitace a amputace na jeden úder.
Jedná se o jednobřitou čepel s ostřím na vnitřní straně zahnuté čepele, která se k hrotu rozšiřuje. Legendární nejsou nejen pověsti, kterými tento nůž oplývá, ale také stoletími vypilovaná technika kovářského umění (mistr kovář nožů Kukri se nazývá "Kami") – nůž je parciálně kalen (ostří cca 55HRC, hřbet cca 35HRC), vyroben bývá z pružinové oceli (5160) a některé typy jsou opatřeny tzv. Chirrami – výbrusy pro zlehčení váhy a ponechání základních vlastností a tuhosti. Délka zbraně kolísá od několika centimetrů až přes půl metru (rituální a obřadní nože), obvyklá délka čepele standardní vojenské kukri bývá kolem 25 cm (10"). Hřbet nože bývá i 1 cm široký (armádní model), a díky tomu se výborně hodí například i na štípání dřeva. Těžiště bývá umístěno dle typu buď na střed, nebo na špičku – spolu s celkovým tvarem čepele tato kombinace umožňuje vést tvrdé rány i bez použití velké námahy.
Nejznámější jsou tvary z druhé světové války (mkII), Angkhola a Sirupate. Střenky byly tradičně usazeny pomocí hrotu ("rat tail tang"), v druhé světové válce se začal používat i západní styl uchycení, kdy je střenka přichycena po stranách čepele pomocí nýtů ("full tang"), což velmi prodlužuje životnost její i nože celkově, umožňuje ještě tvrdší zacházení.
Kukri by nejspíš nebyla tak mystická zbraň nebýt "Cho" – to je ta část u střenky, která má tvar kravských rohů. O původu a hlavně o účelu Cho se diskutuje dodnes. Někdo tvrdí, že když chce voják použít svou khukuri k jiným účelům než k boji, musí se o Cho poranit, aby "prolil krev". Další tvrdí, že je to hinduistický symbol pro posvátné krávy. Gurkhové zase říkají, že díky Cho vám kukri nevyklouzne z ruky, když sekáte hlavy nepřátel – odvádí krev pryč od střenky.
Jílec zbraně nemá záštitu a bývá vyroben z černého/hnědého dřeva (indian rosewood), rohu vodního bůvola nebo slonoviny.
Pouzdro je vyráběno ze dvou borovicových skořepin potažených kůží, opatřeno sejmutelným očkem na pásek, na špici je standardně vybaveno mosaznou hlavou (zabránění proříznutí skrz).
Kukri je v nepálské společnosti vysoce ceněná zbraň a nástroj každodenní potřeby, jehož provedení a výzdoba svědčí o postavení majitele. Pochva zavěšená na opasku má obvykle ještě jeden či dva menší nože stejného tvaru jako kukri. Jsou to "Karda" – malý univerzální nožík na menší práce a "Chakmak", který je tupý a slouží k opravě nebo hrubému napravení ostří v polních podmínkách.
Souprava bývá také doplňována váčkem s křesadlem.
Kukri je rovněž součástí předpisové výzbroje Gurkhů sloužících již 200 let v britské armádě.